# Hoofdverkeersroute D
De Hoofdverkeersroute D was volgens de lettering van hoofdverkeersroutes de weg van Amsterdam via Leiden, Voorburg, Rotterdam, Dordrecht en Breda naar België. Tussen Amsterdam en Nieuw-Vennep liep deze weg samen met de Hoofdverkeersroute E, tussen Rotterdam en Ridderkerk met de Hoofdverkeersroute K en tussen Breda en België met de Hoofdverkeersroute C. De weg liep destijds over de rijkswegen 4, 4a, 13 en 16. Tegenwoordig wordt deze route ongeveer gevormd door de A4, A13 en A16.

## Geschiedenis
In 1937 werd de hoofdverkeersroute D ingesteld. Deze letter verscheen op de kilometerpalen en hectometerpaaltjes naast de weg. In 1957 werd weglettering vervangen door de Wegnummering 1957. Hierdoor kreeg de route het nummer E10. 